# Ранг (лінійна алгебра)
Ранг матриці  — це максимальна кількість її лінійно незалежних стовпців (рядків). Це число дорівнює розмірності векторного простору, породженого (або натягнутого) її стовпцями (рядками). Ранг матриці є однією з її фундаментальних характеристик.

## Основні означення
Лінійно незалежна підсистема системи векторів називається максимальною лінійно незалежною підсистемою, якщо, приєднуючи до неї довільний вектор системи, будемо діставати лінійно залежну систему векторів. Кількість векторів у такій підсистемі даної системи векторів називається рангом цієї системи векторів.
Ранг системи вектор-стовпців матриці називається стовпцевим рангом матриці, аналогічно, ранг системи вектор-рядків матриці називається рядковим рангом матриці.
Можна довести, що стовпцевий і рядковий ранги матриці збігаються. І їх спільне значення називається рангом матриці.
Позначення: {\displaystyle \operatorname {rank} A}, {\displaystyle \operatorname {rk} A}, {\displaystyle \operatorname {rang} A} або {\displaystyle \operatorname {rg} A}
Кажуть, що матриця A розміру n×m має повний ранг, якщо її ранг дорівнює {\displaystyle \min(n,m).} Дефектом матриці A називають різницю {\displaystyle \min(n,m)-\operatorname {rank} A.} Дефект матриці A позначають через {\displaystyle \operatorname {def} A.}
Рангом лінійного відображення або оператора {\displaystyle \Phi } називається розмірність його образу: {\displaystyle \operatorname {rank} (\Phi )=\dim(\operatorname {Im} (\Phi )),} де {\displaystyle \dim } — розмірність векторного простору, а {\displaystyle \operatorname {Im} } — образ відображення.
Дефектом оператора {\displaystyle \Phi } називається розмірність його ядра: {\displaystyle \operatorname {def} (\Phi )=\dim(\operatorname {Ker} (\Phi )),} де {\displaystyle \operatorname {Ker} } — ядро відображення.

## Обчислення рангу матриці
Загальний підхід до визначення рангу матриці полягає в тому, щоб звести її до більш простого вигляду, як правило, до рядкової ступінчастої форми за допомогою елементарних операцій над рядками. Ці операції над рядками не змінюють простір, породжений ними, отже, таким чином не змінюють ранг матриці. Ранг рядкової ступінчастої матриці дорівнює кількості її ненульових рядків.
Наприклад, матрицю
{\displaystyle A={\begin{pmatrix}1&2&1\\-2&-3&1\\3&5&0\end{pmatrix}}}
можна звести до рядкової ступінчастої форми за допомогою наступних елементарних операцій над рядками:
{\displaystyle {\begin{aligned}{\begin{pmatrix}1&2&1\\-2&-3&1\\3&5&0\end{pmatrix}}&\xrightarrow {2R_{1}+R_{2}\to R_{2}} {\begin{pmatrix}1&2&1\\0&1&3\\3&5&0\end{pmatrix}}\xrightarrow {-3R_{1}+R_{3}\to R_{3}} {\begin{pmatrix}1&2&1\\0&1&3\\0&-1&-3\end{pmatrix}}\\&\xrightarrow {R_{2}+R_{3}\to R_{3}} \,\,{\begin{pmatrix}1&2&1\\0&1&3\\0&0&0\end{pmatrix}}\xrightarrow {-2R_{2}+R_{1}\to R_{1}} {\begin{pmatrix}1&0&-5\\0&1&3\\0&0&0\end{pmatrix}}~.\end{aligned}}}
Отримана матриця має два ненульові рядки, тому ранг матриці A дорівнює 2.

## Властивості
Нехай A — матриця розміру n×m і f — лінійне відображення, визначене цією матрицею.
- Тільки нульова матриця має нульовий ранг.
- {\displaystyle \operatorname {rank} (A)\leq \min(m,n).}
- f є ін'єкцією тоді і тільки тоді, коли A має ранг m (має повний стовпцевий ранг).
- f є сюр'єкцією тоді і тільки тоді, коли A має ранг n (має повний рядковий ранг).
- Якщо A є квадратною матрицею, то A є невиродженою матрицею тоді і тільки тоді, коли A має повний ранг. Також при повному ранзі f є бієкцією.
- Якщо B — матриця розміру m×k, то

{\displaystyle \operatorname {rank} (AB)\leq \min(\operatorname {rank} \ A,\operatorname {rank} \ B).}
- Якщо матриця B розміру m×k має ранг m, то

{\displaystyle \operatorname {rank} (AB)=\operatorname {rank} A.}
- Якщо матриця C розміру l×n має ранг n, то

{\displaystyle \operatorname {rank} (CA)=\operatorname {rank} A.}
- Ранг A дорівнює r тоді і тільки тоді, коли існують оборотні квадратні матриця X і Y порядків n і m відповідно, такі що

{\displaystyle XAY={\begin{pmatrix}I_{r}&0\\0&0\\\end{pmatrix}},}
де Ir — одинична матриця порядку r.
- Нерівність Сильвестра для рангів: якщо A — матриця розміру n×m і B — матриця розміру m×k, то

{\displaystyle \operatorname {rank} A+\operatorname {rank} B-m\leq \operatorname {rank} (AB).}
- Нерівність Фробеніуса для рангів: якщо матриці AB, ABC і BC визначені, то

{\displaystyle \operatorname {rank} (AB)+\operatorname {rank} (BC)\leq \operatorname {rank} B+\operatorname {rank} (ABC).}
- Якщо B — матриця того ж розміру, що і A, то

{\displaystyle \operatorname {rank} (A+B)\leq \operatorname {rank} (A)+\operatorname {rank} (B)} (напівадитивність).
- {\displaystyle \operatorname {rank} (f)+\operatorname {def} (f)=m} (теорема про ранг та дефект[en]).
- Якщо матриця A визначена над дійсними числами, то ранг A та ранг відповідної їй матриці Грама рівні. Таким чином, для дійсних матриць

{\displaystyle \operatorname {rank} (A^{\mathrm {T} }A)=\operatorname {rank} (AA^{\mathrm {T} })=\operatorname {rank} (A)=\operatorname {rank} (A^{\mathrm {T} }).}
- Якщо матриця A визначена над комплексними числами, то

{\displaystyle \operatorname {rank} A=\operatorname {rank} {\overline {A}}=\operatorname {rank} A^{\mathrm {T} }=\operatorname {rank} A^{*}=\operatorname {rank} (A^{*}A)=\operatorname {rank} (AA^{*}),}
де A* — ермітово-спряжена до A матриця.